# Reed switch

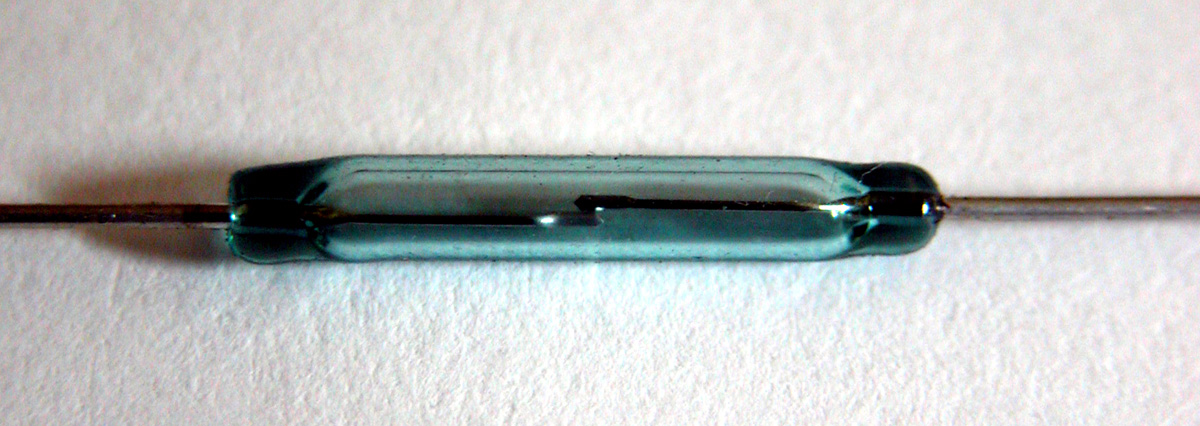
Interruptor de lengüeta.

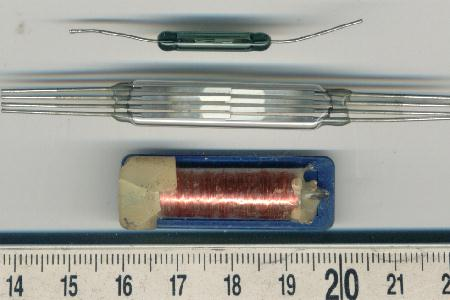
Interruptor de lengüeta, relé de lengüeta abierto.

Un interruptor de lengüeta o reed switch o relé reed es un interruptor eléctrico activado por un campo magnético.
Cuando los contactos están normalmente abiertos se cierran en la presencia de un campo magnético; cuando están normalmente cerrados se abren en presencia de un campo magnético. Fue inventado por W. B. Elwood en 1936 cuando trabajaba para Laboratorios Bell.

## Descripción
El interruptor de lengüeta consiste en un par de contactos ferrosos encerrados al vacío dentro un tubo de vidrio. Cada contacto está sellado en los extremos opuestos del tubo de vidrio. El tubo de vidrio puede tener unos 10 mm de largo por 3 mm de diámetro.
Al acercarse a un campo magnético, los contactos se unen cerrando un circuito eléctrico. La rigidez de los contactos hará que se separen al desaparecer el campo magnético. Para asegurar la durabilidad, la punta de los contactos tiene un baño de un metal precioso.
El campo magnético puede estar generado por un imán permanente o por una bobina.
Como los contactos están sellados, los interruptores de lengüeta son empleados en lugares con atmósferas explosivas, donde otros interruptores se consideran peligrosos. Esto se debe a que la chispa que se produce al abrir o cerrar sus contactos queda contenida dentro del tubo de vidrio.
Los interruptores de lengüeta se diseñan en base al tamaño del campo magnético frente al que deben actuar. La sensibilidad de sus contactos se cambia al variar la aleación con que se fabrican, modificando su rigidez y su coeficiente magnético.
Ciclo de funcionamiento Max es aproximadamente 500 veces por segundo
número de ciclos de vida útil depende de la carga, pero por lo general se puede obtener más de 100 millones de operaciones.

## Aplicaciones

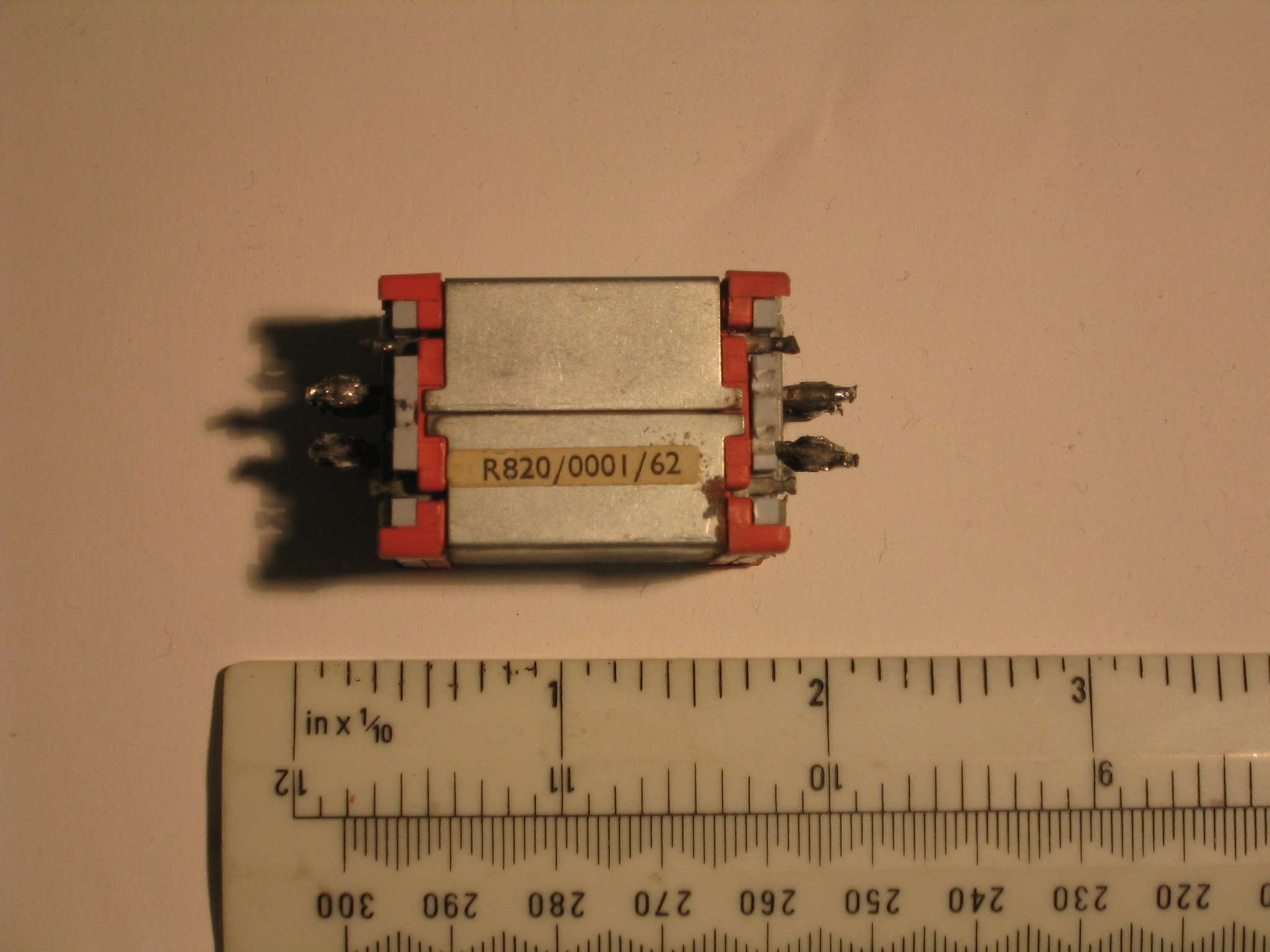
Relé Reed TX3

Son utilizados ampliamente en el mundo moderno como partes de circuitos eléctricos. Un uso muy extendido se puede encontrar en los sensores de las puertas y ventanas de las alarmas antirrobo, el imán va unido a la puerta y el interruptor de lengüeta al marco. En los sensores de velocidad de las bicicletas el imán está en uno de los radios de la rueda, mientras que el interruptor de lengüeta va colocado en la horquilla. Algunos teclados de computadoras son diseñados colocando imanes en cada una de las teclas y los interruptores de lengüeta en el fondo del placa, cuando una tecla es presionada el imán se acerca y activa sus interruptores de lengüetas. Actualmente esta solución es obsoleta, usándose interruptores capacitivos que varían la condición de un circuito resonante.
Los interruptores de lengüeta también tienen desventajas, por ejemplo sus contactos son muy pequeños y delicados por lo cual no puede manejar grandes valores de tensión o corriente lo que provoca chispas en su interior que afectan su vida útil.  Además, grandes valores de corriente pueden fundir los contactos y el campo magnético que se genera puede llegar a desmagnetizar los contactos.

## Relé de lengüeta
Son unos tipos de relés cuyo contacto es un interruptor de lengüeta. Este se activa cuando la bobina es energizada. Son de tamaños muy reducidos y pueden ser colocados dentro de un circuito integrado (chip) como parte de un circuito.